# Quattrobraccia (Marvel Comics)
Quattrobraccia (Forearm), il cui vero nome è Michael McCain, è un personaggio dei fumetti Marvel. È il compagno di vita di Spirale.

## Poteri e abilità
Quattrobraccia possiede abbastanza forza da dare filo da torcere a personaggi come Rhino o Luke Cage e, se spinto al massimo, ad un Hulk depotenziato. Tuttavia non è molto intelligente e può essere sconfitto facilmente con l'astuzia.